# Minot
Minot – miasto w Stanach Zjednoczonych, w stanie Dakota Północna, w hrabstwie Ward, położone nad rzeką Souris. Ma 36 567 mieszkańców (2000) i jest czwartym co do wielkości miastem stanu.
Około 20 km na północ od miasta znajduje się wielka baza amerykańskich sił powietrznych, Minot Air Force Base, jedna z dwóch gdzie stacjonują bombowce B-52. W okolicach miasta rozmieszczone są też międzykontynentalne rakiety Minuteman III.
Urodził się tutaj amerykański raper i piosenkarz Wiz Khalifa.